# Red Hills (Kansas)
Die Red Hills, auch als Gypsum Hills bezeichnet, sind eine Region hauptsächlich in den Countys Clark, Comanche und Barber im zentralen Süd-Kansas und Nord-Oklahoma in den Vereinigten Staaten. Das hügelige Gelände aus roten Sedimenten steht im Gegensatz zu der umgebenden Landschaft der Great Plains in Kansas.

## Entstehung
Die roten Sedimente der Red Hills wurden vor etwa 260 Millionen Jahren in einem kontinentalen, endorheischen Becken abgelagert, das sich während des Perm innerhalb des Superkontinents Pangaea bildete. Das Becken wurde zeitweise von Wasser überflutet und bildete vorübergehend mit saurem Wasser überflutete Senken. Die flachen Senken wurden unregelmäßig überflutet und trockneten zeitweise aus, wobei eine Mischung aus lakustrischen Sedimenten und Gips-Evaporit zurückblieb. Die rote Farbe stammt von der Oxidation des in den Ablagerungen enthaltenen Eisens.

## Geographie
Die Region liegt hauptsächlich in Süd-Kansas, reicht allerdings bis ins nördliche Oklahoma hinein und ist wegen der großen natürlichen Gipsablagerungen in diesem Gebiet auch als Gypsum Hills bekannt. Das Auflösen der darunter liegenden Gipsbetten hat zur Bildung von Dolinen geführt, die in der Region der Red Hills üblich sind. Big Basin mit einem Durchmesser von 1,6 km und einer Tiefe zwischen 30 und 45 Metern sowie Little Basin mit einem Durchmesser von 256 Metern und einer Tiefe von 10 Metern sind zwei bekannte Dolinen im westlichen Clark County, welche zum Teil durch das Schutzgebiet Big Basin Prairie Preserve geschützt werden. Im Gegensatz zu dem Kalkstein der weiter östlich gelegenen Flint Hills, ist der Gips relativ leicht wasserlöslich, sodass zahlreiche Höhlen in den Red Hills entstanden sind. Von den 528 katalogisierten Höhlen im Bundesstaat Kansas befinden sich 128 im Comanche County und 117 im Barber County in der Region der Red Hills, welche typischerweise zwischen 30 und etwa 90 Metern lang sind. Zusätzlich gibt es in der Region kleinere natürliche Steinbrücken.
Eine Antiklinale namens Pratt Anticline verläuft am westlichen Rand des Barber Countys und trägt wahrscheinlich zu kleineren Erdbebenaktivitäten in der Region bei.
Die Red Hills haben landschaftlich reizvolle Aussichten und einige kleine steile Canyons. Aufgrund der geringen Regenfälle in der Region gibt es nur wenige Bäume und es ist allgemein trocken, sodass die zur Spitze hin abgeflachten Hügel an die Tafelberge in Arizona und New Mexico erinnern. Zu den höchsten Punkten gehören Mount Nebo (744 m), Mount Jesus (710 m) und Mount Lookout (710 m).

## Wirtschaft
Der Gips der Red Hills wurde erstmals 1888 südwestlich von Medicine Lodge abgebaut und wird auch heute noch in einem Tage- und Untertagebau nördlich von Sun City abgebaut, um anschließend weiterverarbeitet zu werden.